# Elaine Cunningham
Elaine Cunningham (nacida el 12 de agosto de 1957) es una escritora de literatura fantástica y ciencia ficción estadounidense, especialmente conocida por el gran componente poético de su estilo literario y por sus contribuciones al mundo fantástico de Reinos Olvidados. Entre sus aportaciones la cartografía de los Reinos están Siempre Unidos (la isla patria de los elfos), Halruaa (en el continente de Zakhara), Ruathym y la esplendorosa ciudad de Aguas Profundas.
Entre los personajes más importantes de las novelas de Elaine Cunningham están la semielfa Arilyn Hojaluna, el bardo Danilo Thann, la excéntrica hechicera drow Liriel Baenre, el berserker Rashemi Fyodor, Gorlist, Elaith "Serpiente" Craulnober (creado por Ed Greenwood), Matteo y Tzigone, y el dragón Zz'Pzora.
Elaine es también la autora del superventas Viaje a la oscuridad de la nueva saga de Star Wars, La Nueva Orden Jedi. Su publicación en castellano está prevista para otoño de 2007.
En la actualidad está trabajando en el último libro de su serie Los Arpistas titulado Reclamation, en el que aparecerán de nuevo Arilyn Hojaluna y Danilo Thann. Se espera su publicación en torno a marzo de 2008.
Elaine vive con su esposo, sus dos hijos y dos gatos siameses en Nueva Inglaterra.